# 826 (číslo)
Osm set dvacet šest je přirozené číslo, které následuje po čísle osm set dvacet pět a předchází číslu osm set dvacet sedm. Římskými číslicemi se zapisuje DCCCXXVI.

## Matematika
826 je:
- Deficientní číslo
- Nešťastné číslo

## Astronomie
- (826) Henrika je planetka hlavního pásu, kterou objevil v roce 1916 Max Wolf

## Roky
- 826
- 826 př. n. l.